# Skvyra (huyện)
Huyện Skvyra (tiếng Ukraina: Сквирський район, chuyển tự: Skvyras’kyi raion) là một huyện của tỉnh Kiev thuộc Ukraina. Huyện Skvyra có diện tích 980 km², dân số theo điều tra dân số ngày 5 tháng 12 năm 2001 là 44267 người với mật độ 45 người/km2. Trung tâm huyện nằm ở Skvyra.